# Kay Pacha
Nella mitologia inca Kay Pacha è il mondo terreno dove gli esseri umani abitano e trascorrono le loro vite.
Il mondo per gli Inca era composto da tre piani: Hanan Pacha (il mondo di sopra), Kay Pacha (il mondo di qui) e Uku Pacha (il mondo di sotto) dove si pensava risiedessero i morti e anche i bambini mai nati.
In lingua quechua, pacha significa sia tempo che spazio.